# Александрия Кавказская
Александри́я Кавка́зская (др.-греч. Ἀλεξάνδρεια) — эллинистический город, основанный Александром Македонским в марте 329 г. до н. э. на месте столицы персидской сатрапии Гандхара  у южного подножия Гиндукуша, в Паропамисадах. 
При основании город был заселён семью тысячами македонян, тремя тысячами наёмников и несколькими тысячами туземцев. Название объясняется тем, что древние греки называли Кавказом (Καύκασος) все цепи гор, протянувшиеся вдоль и между Чёрным, Каспийским и Аральским морями от восточной Понтики до Памира (например, ещё в XIX веке Копетдаг называли Туркменский Кавказ, а Гиндукуш — Афганским Кавказом).
Во II—I вв. до н. э. Александрия (под названием «Аласандра») была одной из столиц Индо-греческого царства. При дворе процветал буддизм, причём многие монахи говорили по-гречески. В Шри-Ланке считается, что тридцать тысяч монахов из Аласандры присутствовали при основании великой ступы в Анурадхапуре.
Точное место расположения Александрии археологами не установлено. Большинство учёных ищут развалины Александрии примерно в 45 км к северу от Кабула, близ Баграма. Пакистанские же археологи полагают, что Александрия — это современный Чарикар.